# Flughafen Læsø

i7
i11
i13
Der Flughafen Læsø, auch Flugplatz Læsø, auf Dänisch Læsø Lufthavn ist ein Flugplatz auf der zu Dänemark gehörenden Insel Læsø nahe dem Örtchen Byrum.
Der Flughafen liegt in der Mitte der Insel. Er besteht aus einer knapp einen Kilometer langen asphaltierten Start- und Landebahn, Grasvorfeldern sowie einem Fluggast- und Verwaltungsgebäude in Form eines kleinen Holzhauses. Der Flughafen wird nicht durch den öffentlichen Verkehr bedient, sondern kann nur durch Taxi, Privatwagen, Fahrrad oder zu Fuß erreicht werden. Betrieben wird er durch die Læsøer Kommune.
Der Flughafen wird beinahe ausschließlich von Freizeitfliegern genutzt. Seit 1973 gibt es jedoch auch eine Linienflugverbindung über Anholt zum Flughafen Kopenhagen-Roskilde, die durch das Unternehmen Copenhagen Air Taxi mit kleinen zweimotorigen Propellermaschinen unterhalten wird.